# デッドリークレッセント
デッドリークレッセント（DEADLY CRESCENT）はタイトーのコンピューターゲーム『ダライアス外伝』に登場するボスキャラクターで、架空の宇宙戦艦。

## 特徴
コードネームはカガミダイで、ステージ6のQ、S、Uゾーンボスとして登場。色はQが黄、Sが青、Uが赤。全体のフォルムは成魚よりは成魚へ成長間近の幼魚に近い。最終面を塞ぐボスキャラクター。

## 能力
カガミダイの特徴の背中の大きな鰭をブーメランのように飛ばしてくる。頭部発光体からはレーザーを連発し、体の中央部の砲台から3方向弾を撃つ他、腹鰭からは放物線に放たれるレーザー弾を撃つ。
口部分がダメージで、ダメージが深まると、口の中にアメーバ状の粒を出して、シルバーホークの攻撃を防ぐ他、胴体部砲台から拡散レーザーと、アンカー型ホーミングレーザーを撃ってくる。
背鰭を全部破壊すると、今度は口を伸ばして攻撃してくる。胸鰭と腹鰭、尾鰭も破壊可能だが、尾鰭はなかなか撃ち込みにくく、耐久力が異常に高い。

## ゴールデンアイズ (GOLDEN EYES)
PCエンジン版『スーパーダライアスII』には、ゾーンAボスに、カガミダイの近縁種であるマトウダイモチーフのゴールデンアイズが登場する。
口から弾を3方向に吐き、目を放物線軌道で飛ばしてくる。ただし、マトウダイの特徴の体の中央の点模様は無く、アーケード版のハイパースティングと違い、一体しか登場しない。